# Chosen Few (musicien)
Pour les articles homonymes, voir Chosen Few et Waard (homonymie).
Chosen Few, ou DJ Chosen Few, est un producteur et disc jockey néerlandais de techno hardcore et gabber. Chosen Few est considéré par la presse spécialisée comme l'un des pionniers du genre. Il est rejoint à la production entre 2008 et 2013 par Bastiaan de Waard.

## Biographie
François Prijt grandit en banlieue sud-est d'Amsterdam, autrefois nommée le « ghetto d'Amsterdam ». Garçon turbulent, il devient adepte en 1984 de la musique électronique et des graffitis, un genre qui se popularise rapidement en Amérique. Il compose de la musique hip-hop, breakbeat et drum and bass par le biais de consoles de salon incluant le Commodore 64 et l'Amiga 500. En 1989, il investit dans des platines de mixage Technics SL-1200 et maîtrise le mixage après deux mois d'entraînement. Fin de l'année 1991, François Prijt s'adapte dans le style techno hardcore et devient DJ résident dans un petit club localisé d'Amsterdam ; dès lors, sa carrière se fait grandissante et son groupe de fans ne cesse de s'accroître. Le style originel de François est principalement basé early hardcore, hardcore uptempo, breakbeat et drum and bass.
En 1993, en collaboration avec DJ Dano et The Prophet, il obtient son premier booking en dehors des frontières néerlandaises, en Autriche. Chosen Few contribue par la suite largement aux style musicaux gabber et hardcore, grâce à son activité et en jouant dans de célèbres soirées et festivals notamment tels que Mayday à Berlin, Mystery Land, Mayhem et Enchanted en Australie, Thunderdome 1994 à Utrecht et dans la célébration de ses quinze années en 2007, Hellraiser à Amsterdam, « Resurrection » en Écosse, et le plus grand club d'Europe « Number One » en Italie. Il contribue également à des labels de renom du genre tels que Mokum Records, BZRK Records, Megarave Records, Spleen Kick et H2OH Recordings. En 1997, il mixe Flashpoint du groupe Fear Factory au label Mokum. Également, durant cette décennie, il apparaît dans quelques albums de la prestigieuse série de compilations Thunderdome telles que Thunderdome XIV: Death Becomes You et Thunderdome XI: The Killing Playground.
En 2008, il mixe au festival à l'édition nommée The Last City on Earth de In Qontrol, soirée bien accueillie par _iguana du site Partyflock qui attribue une note de 84/100. Il est rejoint à la production entre 2008 et 2013 par Bastiaan de Waard (DJ Psycho). Bastiaan grandit à Hendrik-Ido-Ambacht aux Pays-Bas. Habitant à proximité de Rotterdam et d'Amsterdam, il devient rapidement inspiré par des producteurs hardcore tels que notamment Paul Elstak, DJ Ruffneck, Neophyte et Human Resource.

## Discographie

### Albums studio
- 1998 : In the Name of the DJ (Mokum Records)

### EP
- 1993 Freedom / Wicked (Mokum Records ; MOK 3 sur le catalogue)
- 1993 : Chosen Anthem (Mokum Records)
- 1994 Take Me 2 the Top (R.N.O. Records)
- 1994 : Fuck You Up (Mokum Records)
- 1994 : Party! / After Hourz (Mokum Records)
- 1994 : Feel the Dream (Mokum Records)
- 1995 : Love Me Bad (Mokum Records)
- 1996 : Bring the Beat Back (Mokum Records)
- 1996 : Ø Chøsen (Mokum Records)
- 2003 : Tegen de gevestigde orde EP (avec Noizer's Rebound) (Spleen Kick)
- 2004 : Kold Dayz (VIP Records)
- 2005 : Day One (Mokum Records)
- 2005 : Ëбаный Хардкор (Mokum Records)
- 2006 : Chosen Paradize (Mokum Records)
- 2007 : Mokum World Wide (Mokum Records)
- 2008 : Da Funky Beatz (avec s'Aphira)
- 2009 : Legendary
- 2015 : Walk in the Dark (Chosen Few Recordz)
- 2017 : Fucking Hardcore (Chosen Few Recordz)